# Assencières
Assencières est une commune française, située dans le département de l'Aube en région Grand Est.

## Géographie
| Luyères            |                  | Bouy-Luxembourg |
| Creney-près-Troyes | Ascencières      |                 |
| Villechétif        | Mesnil-Sellières | Rouilly-Sacey   |

### Hydrographie
La commune est dans la région hydrographique « la Seine de sa source au confluent de l'Oise (exclu) » au sein du bassin Seine-Normandie. Elle n'est drainée par aucun cours d'eau,.

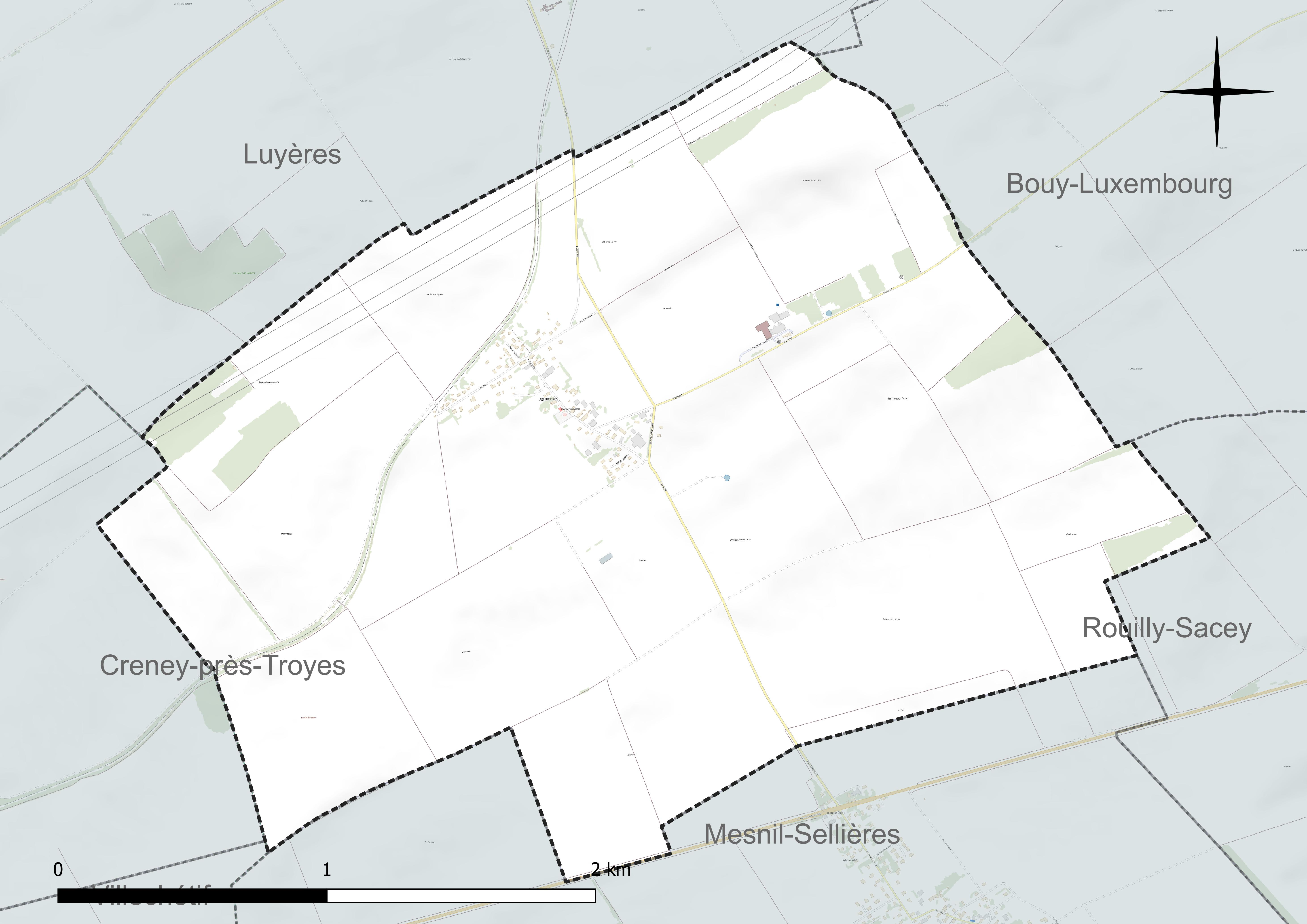
Réseau hydrographique d'Assencières.

### Climat
Pour des articles plus généraux, voir Climat du Grand Est et Climat de l'Aube.
En 2010, le climat de la commune est de type climat océanique dégradé des plaines du Centre et du Nord, selon une étude du Centre national de la recherche scientifique s'appuyant sur une série de données couvrant la période 1971-2000. En 2020, Météo-France publie une typologie des climats de la France métropolitaine dans laquelle la commune est exposée à un climat océanique altéré et est dans une zone de transition entre les régions climatiques « Nord-est du bassin Parisien » et « Lorraine, plateau de Langres, Morvan ».
Pour la période 1971-2000, la température annuelle moyenne est de 10,4 °C, avec une amplitude thermique annuelle de 15,8 °C. Le cumul annuel moyen de précipitations est de 760 mm, avec 11,2 jours de précipitations en janvier et 8,2 jours en juillet. Pour la période 1991-2020, la température moyenne annuelle observée sur la station météorologique de Météo-France la plus proche, « Troyes-Barberey », sur la commune de Barberey-Saint-Sulpice à 12 km à vol d'oiseau, est de 11,3 °C et le cumul annuel moyen de précipitations est de 644,6 mm. 
La température maximale relevée sur cette station est de 41,8 °C, atteinte le 25 juillet 2019 ; la température minimale est de −23 °C, atteinte le 17 janvier 1985,,.
Les paramètres climatiques de la commune ont été estimés pour le milieu du siècle (2041-2070) selon différents scénarios d'émission de gaz à effet de serre à partir des nouvelles projections climatiques de référence DRIAS-2020. Ils sont consultables sur un site dédié publié par Météo-France en novembre 2022.

## Urbanisme

### Typologie
Au 1er janvier 2024, Assencières est catégorisée commune rurale à habitat dispersé, selon la nouvelle grille communale de densité à 7 niveaux définie par l'Insee en 2022.
Elle est située hors unité urbaine. Par ailleurs la commune fait partie de l'aire d'attraction de Troyes, dont elle est une commune de la couronne,. Cette aire, qui regroupe 209 communes, est catégorisée dans les aires de 200 000 à moins de 700 000 habitants,.

### Occupation des sols
L'occupation des sols de la commune, telle qu'elle ressort de la base de données européenne d’occupation biophysique des sols Corine Land Cover (CLC), est marquée par l'importance des territoires agricoles (96,6 % en 2018), une proportion identique à celle de 1990 (96,6 %). La répartition détaillée en 2018 est la suivante : 
terres arables (96,6 %), zones urbanisées (3,4 %). L'évolution de l’occupation des sols de la commune et de ses infrastructures peut être observée sur les différentes représentations cartographiques du territoire : la carte de Cassini (XVIIIe siècle), la carte d'état-major (1820-1866) et les cartes ou photos aériennes de l'IGN pour la période actuelle (1950 à aujourd'hui).

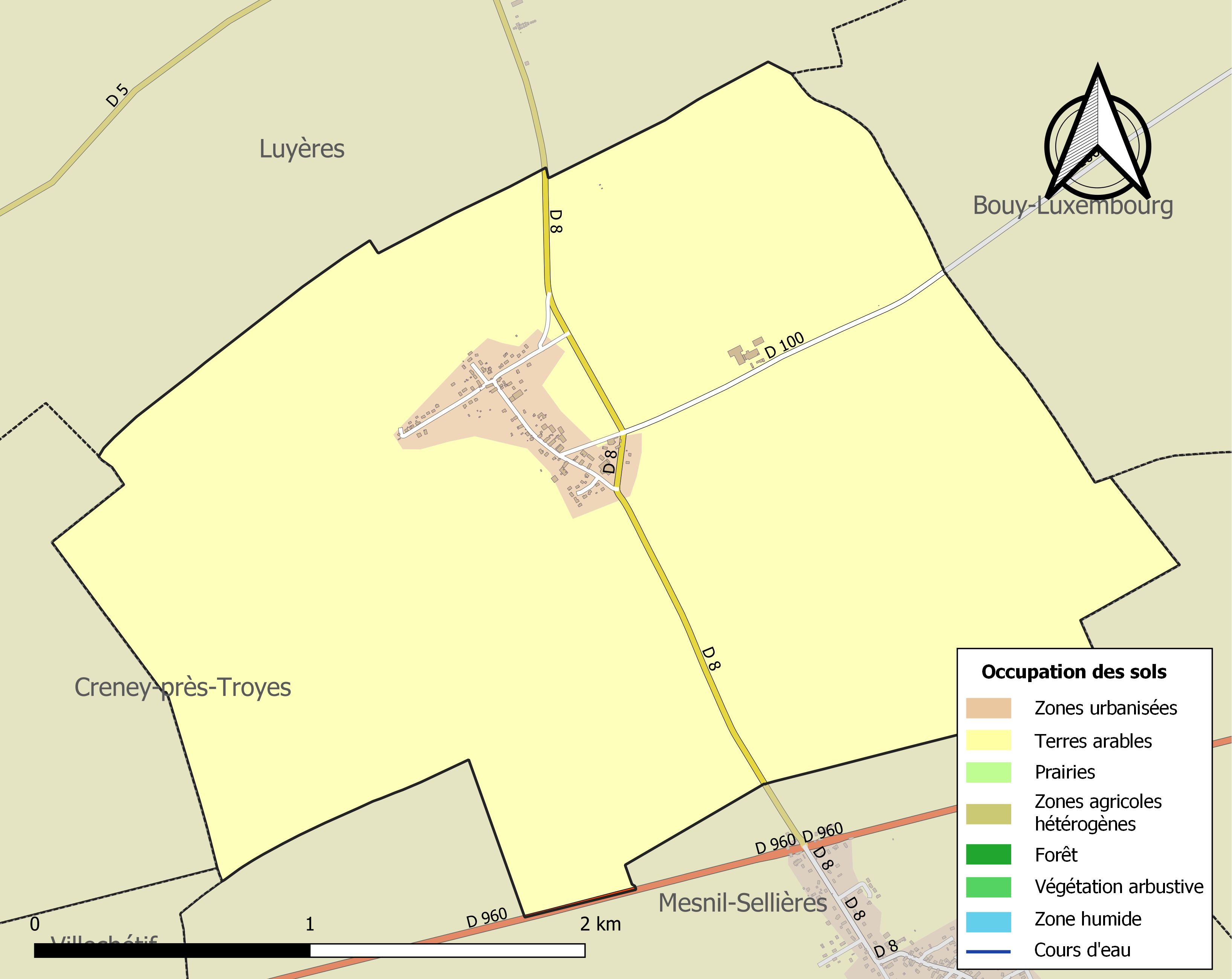
Carte des infrastructures et de l'occupation des sols de la commune en 2018 (CLC).

## Histoire
Le village est cité à la fin du XIe siècle, il était au comte de Champagne et relevait ensuite de la Mairie royale de Dosches. Les seigneurs du XIIIe siècle étaient de la famille de Villehardouin[réf. souhaitée]. Elle passait ensuite dans les mains de Henri sire de Joinville et de Vaudémont. En 1600 à François de Luxembourg, duc de Piney qui en faisait la vente à Pierre III Pithou. Le 27 août 1688 Marie d'Aubeterre rachetait la terre qui avait été donnée à l'Hôtel-Dieu de Troyes et était l'épouse de Jean Angenoust. Odard-Louis Angenoust, dernier seigneur mourait en 1806.
Un château est cité dans des aveux entre 1668 et 1714, il avait deux arpents de terres, un colombier, des granges et estables, le tout entouré de fossés, tours et pont-levis ; il venait d'être relevé car, ruinés par les guerres, l'ancienne maison forte seigneuriale existait depuis longtemps. En 1789, la communauté dépendait de l'intendance et de la généralité de Châlons, de l'élection et du bailliage de Troyes.

## Politique et administration
Entre le 29 janvier et le 29 novembre 1790, Assencières était au canton d'Onjon, puis de celui de Creney jusqu'en l'an IX.
| Période                                  | Période   | Identité                                        | Étiquette | Qualité |
| ---------------------------------------- | --------- | ----------------------------------------------- | --------- | ------- |
| mars 2001                                | mars 2008 | Gérard Leclercq                                 |           |         |
| mars 2008                                | En cours  | Jean-Louis Pinet Réélu pour le mandat 2020-2026 | DVG       | Ouvrier |
| Les données manquantes sont à compléter. |           |                                                 |           |         |

## Démographie
L'évolution du nombre d'habitants est connue à travers les recensements de la population effectués dans la commune depuis 1793. Pour les communes de moins de 10 000 habitants, une enquête de recensement portant sur toute la population est réalisée tous les cinq ans, les populations de référence des années intermédiaires étant quant à elles estimées par interpolation ou extrapolation. Pour la commune, le premier recensement exhaustif entrant dans le cadre du nouveau dispositif a été réalisé en 2005.

En 2022, la commune comptait 189 habitants, en évolution de +9,88 % par rapport à 2016 (Aube : +0,7 %, France hors Mayotte : +2,11 %).
| 1793 | 1800 | 1806 | 1821 | 1831 | 1836 | 1841 | 1846 | 1851 |
| ---- | ---- | ---- | ---- | ---- | ---- | ---- | ---- | ---- |
| 176  | 162  | 155  | 157  | 138  | 140  | 139  | 134  | 127  |

| 1856 | 1861 | 1866 | 1872 | 1876 | 1881 | 1886 | 1891 | 1896 |
| ---- | ---- | ---- | ---- | ---- | ---- | ---- | ---- | ---- |
| 123  | 112  | 110  | 112  | 108  | 101  | 102  | 91   | 82   |

| 1901 | 1906 | 1911 | 1921 | 1926 | 1931 | 1936 | 1946 | 1954 |
| ---- | ---- | ---- | ---- | ---- | ---- | ---- | ---- | ---- |
| 78   | 72   | 62   | 62   | 87   | 87   | 92   | 77   | 77   |

| 1962 | 1968 | 1975 | 1982 | 1990 | 1999 | 2005 | 2006 | 2010 |
| ---- | ---- | ---- | ---- | ---- | ---- | ---- | ---- | ---- |
| 68   | 73   | 85   | 89   | 106  | 145  | 162  | 170  | 201  |

| 2015 | 2020 | 2022 | - | - | - | - | - | - |
| ---- | ---- | ---- | - | - | - | - | - | - |
| 175  | 186  | 189  | - | - | - | - | - | - |

## Culture locale et patrimoine

### Lieux et monuments

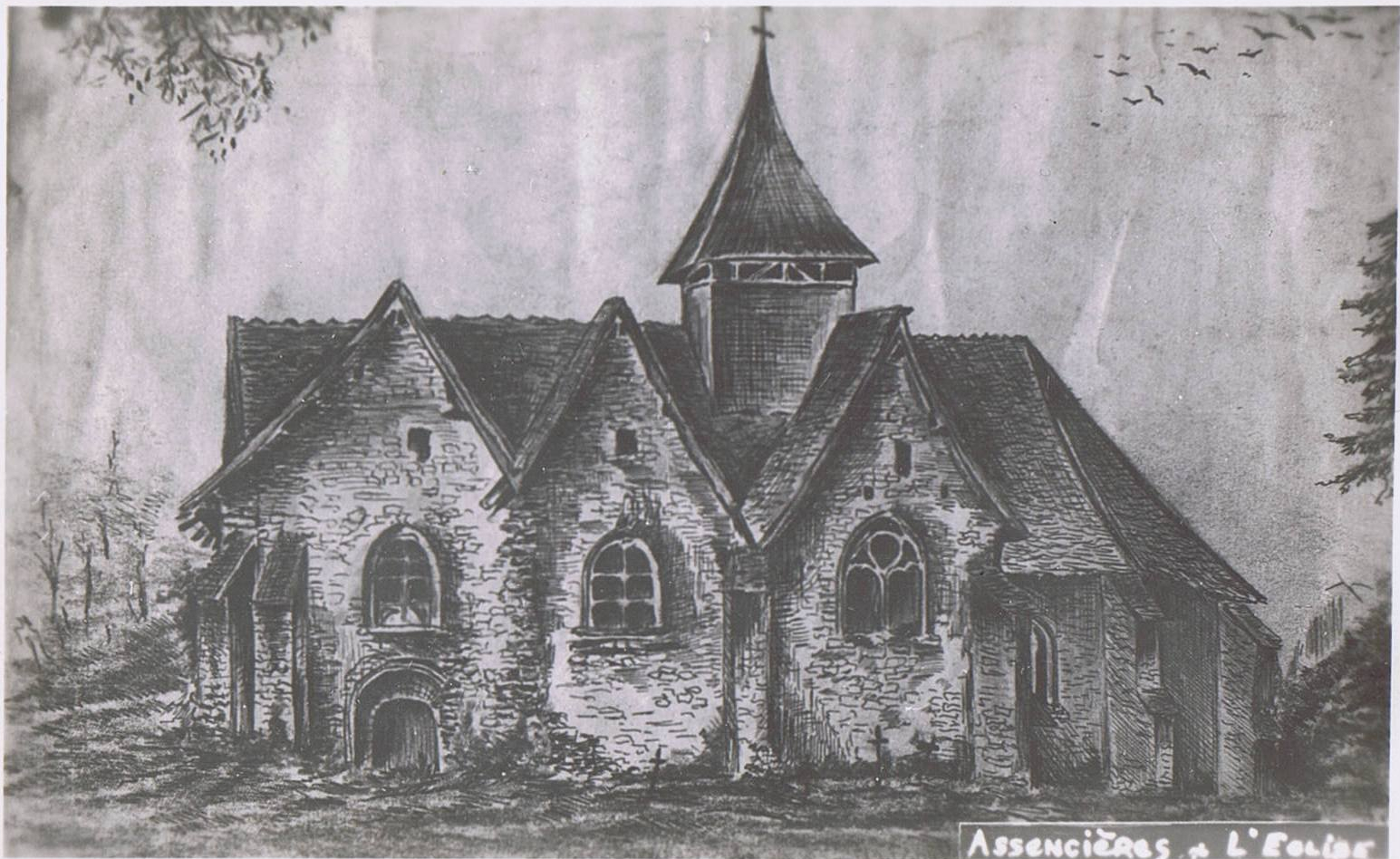
L'église d'Assencières avant sa destruction.

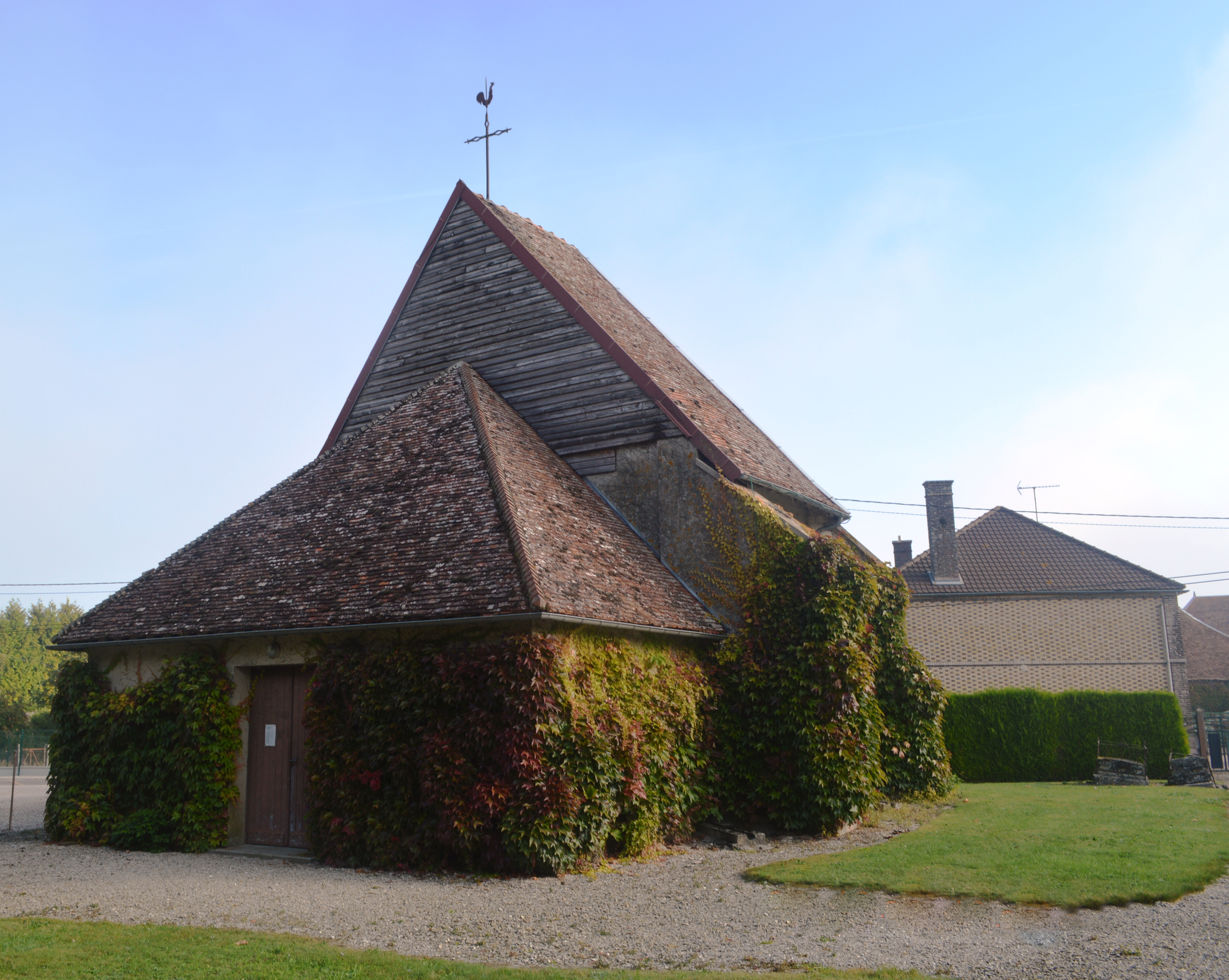
L'église actuelle.

- L’église Saint-Pierre-et-Saint-Paul possédait trois nefs du XVIe siècle, de même hauteur. Elles se sont effondrées en 1947. Il subsiste de l'église, une travée et l'abside[21]. Elle était le siège d'une paroisse de l'archipretré du diocèse de Troyes à la collation de l'évêque, elle avait pour succursale Mesnil-Sellières. Fiacre y était célébré[22] et une statue[23] du XVIe siècle et un reliquaire[24] du XVIIIe siècle. Une statue de Marie à l'enfant Jésus[25] du XVIe siècle en calcaire polychrome ; un bénitier en fonte[26] du XVIIe siècle.

### Personnalités liées à la commune
- Alexandre Marchais, dit Le Mose, est né en 1962 et a passé son enfance à Assencières. Il fit ses premiers pas dans l'animation de soirée avant de s'orienter dans la musique de rue pour finalement rejoindre une troupe de saltimbanques itinérants. Mais c'est dans la communauté manouche qu'il se fait connaitre en devenant l'un des chefs de file de la musique ericius (tous les instruments sont fabriqués à partir de corps de hérisson).

### Héraldique
| Blason de Assencières | Blason  | Parti : au 1er coupé, au I d'azur à trois morailles d'or rangées en pal, au II d'argent à la croix ancrée de gueules, au 2e de gueules à la gerbe de blé d'or surmontée d'une clé d'argent posée en fasce. |
| Blason de Assencières | Détails | Le statut officiel du blason reste à déterminer. |